# Elma de Vries
Elma de Vries (Haule, 20 maart 1983) is een Nederlandse oud-langebaanschaatsster, skeeleraar en marathonschaatsster. Zij werd in het seizoen 2007/08, net als haar broer Bob de Vries, uitgeroepen tot marathonrijder van het jaar.

## Biografie
De Vries debuteerde in het seizoen 2001/2002 als langebaanschaatsster in Jong Oranje. Na twee WK's voor junioren en twee seizoenen stopte ze in 2004 echter met het langebaanschaatsen vanwege het feit dat zij overtraind raakte bij de opleidingsploeg van de KNSB. Hierna ging ze verder met marathonschaatsen. Zo won ze in 2006 de Alternatieve Elfstedentocht.
Haar rentree in het langebaanschaatsen maakte ze in seizoen 2006/2007 bij de NK afstanden. Het seizoen daarop, 2007/2008 behaalde ze daar onder meer een vierde plek op de 5000 meter. Haar coach Jildou Gemser herstelde in dat seizoen het contact en vormde samen met collega-schaatsers Claudia Wallin, Pascal Briand en Sietse Heslinga een team, waarin De Vries optimaal functioneert. Haar carrière in het marathonschaatsen is een stuk imposanter. In seizoen 2005/2006 won ze zeven keer op kunstijs, waaronder drie etappes van The Greenery en de openingswedstrijd van het seizoen.
Tijdens het NK Afstanden 2009 wist De Vries zich te plaatsen als vierde Nederlander voor de eerste serie wereldbekerwedstrijden op 1500 en 3000/5000 meter. Op 28 december 2008, de slotdag van het NK Allround, eindigde ze als tweede achter Ireen Wüst en won ze ook de eerste marathon op natuurijs in Haaksbergen. De tweede plaats bezorgde haar een startplaats op de EK in Heerenveen. Als debutante eindigde ze als vierde Nederlandse (achter Paulien van Deutekom, 4e Renate Groenewold, 5e en Ireen Wüst, 6e) op de zevende plaats.
In 2010 nam De Vries op de Olympische Winterspelen deel aan de 5000 meter, waar ze als 11e eindigde.

## Persoonlijke records
| Afstand    | Tijd    | Datum            | Baan           |
| ---------- | ------- | ---------------- | -------------- |
| 500 meter  | 40,06   | 20 maart 2002    | Calgary        |
| 1000 meter | 1.17,25 | 22 maart 2009    | Calgary        |
| 1500 meter | 1.54,55 | 5 december 2009  | Calgary        |
| 3000 meter | 4.03,18 | 11 december 2009 | Salt Lake City |
| 5000 meter | 7.02,48 | 14 februari 2009 | Heerenveen     |

## Resultaten
| Jaar | NK Afstanden                                 | NK Sprint | NK Allround | EK Allround | WK Allround | WK Afstanden | Olympische Spelen | Wereldbeker          | WK Junioren     |
| ---- | -------------------------------------------- | --------- | ----------- | ----------- | ----------- | ------------ | ----------------- | -------------------- | --------------- |
| 2001 |                                              |           |             |             |             |              |                   |                      | Brons           |
| 2002 |                                              |           |             |             |             |              |                   |                      | · achtervolging |
| 2003 | 5e 1500m 4e 3000m                            | 4e        |             |             |             |              |                   |                      |                 |
| 2004 | 8e 1500m 7e 3000m 6e 5000m                   |           |             |             |             |              |                   |                      |                 |
|      |                                              |           |             |             |             |              |                   |                      |                 |
| 2007 | 7e 3000m 6e 5000m                            |           |             |             |             |              |                   |                      |                 |
| 2008 | 7e 3000m 4e 5000m                            |           |             |             |             |              |                   | 23e 3/5 km           |                 |
| 2009 | 4e 1500m 7e 3000m 4e 5000m                   |           | Zilver      | 7e          |             | 8e 5000m     |                   | 14e 1500m 13e 3/5 km |                 |
| 2010 | 19e 1000m 6e 1500m 8e 3000m 4e 5000m         |           | Goud        |             | NC18        |              | 11e 5000m         | 14e 1500m 19e 3k/5k  |                 |
| 2011 | 21e 1500m 13e 3000m                          |           |             |             |             |              |                   |                      |                 |
|      |                                              |           |             |             |             |              |                   |                      |                 |
| 2013 | 22e 1500m 17e 3000m 14e 5000m 18e massastart |           |             |             |             |              |                   |                      |                 |
| 2014 | 13e 3000m 11e massastart                     |           |             |             |             |              |                   |                      |                 |
| 2015 | 22e massastart                               |           |             |             |             |              |                   |                      |                 |
|      |                                              |           |             |             |             |              |                   |                      |                 |
| 2017 | 5e massastart                                |           |             |             |             |              |                   |                      |                 |
| 2018 | 24e 1500m 16e 3000m                          |           |             |             |             |              |                   |                      |                 |

### Medaillespiegel
| Kampioenschap | Goud | Zilver | Brons |
| ------------- | ---- | ------ | ----- |
| NK Allround   | 1    | 1      | 0     |
| WK Junioren   | 2    | 0      | 1     |

## Wereldrecords
| Nr. | Afstand      | Tijd    | Datum         | Baan    |
| --- | ------------ | ------- | ------------- | ------- |
| jr1 | 1500 m       | 1.58,93 | 21 maart 2002 | Calgary |
| jr2 | 3000 m       | 4.09,66 | 22 maart 2002 | Calgary |
| jr3 | minivierkamp | 159,938 | 22 maart 2002 | Calgary |

## Marathon (top 3 uitslagen)
2017
- KPN Marathon Cup 5 Haarlem

2016
- Marathon Haaksbergen (eerste marathon op natuurijs)

2015
- Grand Prix 4 Falun
- Grand Prix 3 Falun
- 3e	KPN Marathon Cup 14	Heerenveen
- 2e	Hotel Ridderkerk Marathon (KPN Marathon Cup 10)	Rotterdam

2014
- KPN Marathon Cup 15	Heerenveen
- KPN Marathon Cup 14	Tilburg
- 3e	Kampioenschap van Kralingen	Rotterdam

2013
- 3e	Mass-start (Driedaagse 1)	Dronten
- 2e	Alternatieve Elfstedentocht (KPN Grand Prix 2)	Weissensee
- 2e	KPN Open Nederlands Kampioenschap	Weissensee
- 3e	KPN Marathon Cup 5	Heerenveen
- KPN Marathon Cup 3	Deventer
- KPN Marathon Cup 2	Utrecht

2012
- KPN Grand Prix Finale	Falun
- Open Drentse Kampioenschappen op natuurijs	Gieten
- 3e	Alternatieve Elfstedentocht (KPN Grand Prix 2)	Weissensee
- Criterium Weissensee	Weissensee

2011
- 2e	KPN Marathon Cup Finale	Heerenveen
- 2e	KPN Marathon Cup 5	Hoorn

2010
- Marathon Haaksbergen	Haaksbergen
- 2e	Marathon Cup 2	Heerenveen
- Marathon Cup 1	Alkmaar

2009
- 3e	Intact Olympic Oval Finale	Calgary, Alb.
- 2e	KNSB Cup Finale	Hoorn
- KNSB Cup 12	Haarlem
- KNSB Cup 11	Alkmaar
- 2e	KNSB Cup 10	Breda
- 2e	KNSB Cup 9	Groningen
- 2e	Criterium	Weissensee
- 3e	Essent Cup Finale	Utrecht
- 2e	Unox Tweedaagse van Ankeveen - 1e etappe	Ankeveen
- Marathon Haaksbergen	Haaksbergen
- 2e	Super Prestige 1	Biddinghuizen
- 2e	Essent Cup 6	Assen
- KNSB Cup 8	Eindhoven
- KNSB Cup 7	Deventer
- KNSB Cup 6	Enschede
- KNSB Cup 4	Assen
- KNSB Cup 3	Den Haag
- 3e	KNSB Cup 2	Utrecht
- 2e	KNSB Cup 1	Amsterdam

2008
- Essent World Grand Prix Finale	Borlänge (Zwe.)
- Essent World Grand Prix 2	Borlänge (Zwe.)
- 3e Criterium	Weissensee (Oos.)
- 2e	KNSB Cup Finale	Alkmaar
- Power-Play.nl Marathon (KNSB Cup 11)	Heerenveen
- 2e	Essent Nederlandse Kampioenschappen	Assen
- Essent Cup 8	Eindhoven
- 2e	Essent Cup 6	Assen
- Essent Cup 5	Assen
- 3e	Essent Cup 4	Amsterdam
- IJSCH Marathon (eerste marathon op natuurijs)	Haaksbergen
- Essent Cup 3	Amsterdam
- KNSB Cup 10	Den Haag
- KNSB Cup 9	Deventer
- KNSB Cup 8	Alkmaar
- 2e	KNSB Cup 7	Hoorn
- KNSB Cup 4	Haarlem
- Jorritsma/van der Wiel Marathon (KNSB Cup 2)	Heerenveen
- 36e Jaap Edentrofee (KNSB Cup 1)	Amsterdam

2007
- Essent Cup 14	Alkmaar
- 3e	Essent Cup 13	Amsterdam
- 2e	Nationale Wedstrijd	Hoorn
- 2e	Essent Open Nederlandse Kampioenschappen	Weissensee (Oos.)
- 2e	Essent Driedaagse (dag 3, 6e etappe)	Haarlem
- Essent Driedaagse (dag 3, 5e etappe)	Haarlem
- Essent Driedaagse (dag 2, 3e etappe)	Heerenveen
- 2e	Essent Driedaagse (dag 1, 2e etappe)	Groningen
- Essent Nederlandse Kampioenschappen	Amsterdam
- Essent Cup 10	Assen
- 2e	Essent Cup 9	Amsterdam
- The Greenery Five (dag 4)	Den Haag
- 2e	Essent Cup 10	Heerenveen
- Essent Cup 9	Assen
- Essent Cup 8	Den Haag
- 2e	Essent Cup 7	Assen
- Essent Cup 4	Amsterdam
- Essent Cup 2	Alkmaar

2006
- Essent Cup Finale	Utrecht
- 3e	Essent Cup 14	Groningen
- 3e	Essent Cup 13	Assen
- 3e	Amsterdamsche IJsclub Bokaal (Essent Cup 11)	Amsterdam
- GP Tunabyggen	Borlänge (Zwe.)
- 3e	Essent Nederlandse Kampioenschappen	Den Haag
- The Greenery Four Finale	Alkmaar
- The Greenery Four Dag 2	Den Haag
- The Greenery Four Dag 1	Heerenveen
- 2e	Essent Cup 7	Deventer
- Aannemersbedrijf De Jong Ursem Marathon (Essent Cup 6)	Alkmaar
- 36e Lichtstad Trofee (Essent Cup 4)	Eindhoven
- 2e	3e dag Essent Driedaagse (3e manche)	Groningen
- 3e	2e dag Essent Driedaagse (2e manche)	Heerenveen
- 3e	2e dag Essent Driedaagse (1e manche)	Heerenveen
- 2e	1e dag Essent Driedaagse (1e manche)	Assen
- 2e	Groenehartsport.nl Marathon (Essent Cup 3)	Den Haag
- Openingswedstrijd	Alkmaar

2005
- 2e	Oomssport Marathon (Essent Cup 18)	Den Haag
- 3e	Ouderkerkse Schaatsvrienden Marathon (Essent Cup 17)	Amsterdam
- 3e	Essent Cup 11	Haarlem